# Haute pâte
Haute pâte (franskt uttal: [ot pat], bokst. ’hög pasta/massa’; engelska: matter painting), ibland även materialmålning, är en teknik inom målarkonsten som kan beskrivas som en mycket tjock och skulptural impasto, där kraftiga reliefstrukturer byggs upp i målningen med hjälp av ytterligare material, till exempel genom inblandning gips, sten, grus, tyg eller papper.

## Ursprung i informell konst
I en snävare definition relaterar termen haute pâte till denna teknik hos ett antal konstnärer inom den informella konsten som började med den under 1940- och 1950-talet.
Två av de mest kända konstnärerna som tidigt började med haute pâte var Jean Fautrier, som bland annat använde tekniken i sin serie Les Otages (Gisslan) 1943–1945, och Jean Dubuffet, som tog upp den 1945. Antoni Tàpies tog upp tekniken 1954. Andra exempel på konstnärer som använde sig av haute pâte är Bram Bogart, Marc Mendelson, Bernard Schultze och Jaap Wagemaker.